# Down Incognito
Down Incognito è una canzone del gruppo musicale statunitense Winger, estratta come primo singolo dal loro terzo album Pull nel 1993. Ha raggiunto la posizione numero 15 della Mainstream Rock Songs negli Stati Uniti.
Nel videoclip del brano appare per la prima volta insieme al gruppo il chitarrista John Roth, che prende il posto di Paul Taylor.
Il titolo è stato successivamente ripreso da Kip Winger per il suo album solista Down Incognito pubblicato nel 1998.

## Tracce
CD Single Atlantic 7567-85745-2
1. Down Incognito – 3:49
2. Like a Ritual – 5:03
3. Can't Get Enuff (Acoustic Blues Version) – 4:03

## Classifiche
| Classifica (1993)             | Posizione massima |
| ----------------------------- | ----------------- |
| Stati Uniti (mainstream rock) | 15                |